# Dritter Mongoleneinfall in Polen
Erster Einfall 1240–41

Sandomierz (1) – Tursko – Chmielnik – Tarczek – Kraków (1) – Ratibor – Oppeln – Liegnitz
Zweiter Einfall 1259–60

Sandomierz (2) – Kraków (2)
Dritter Einfall 1287–88

Łagów – Dunajec – Stary Sącz

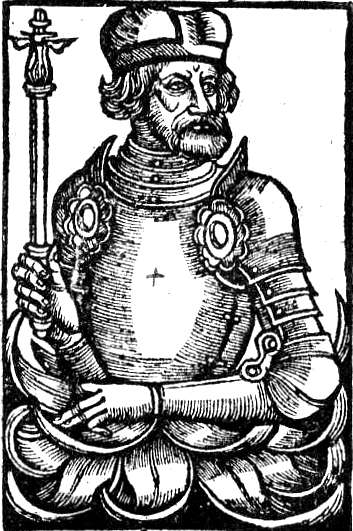
Leszek der Schwarze in der Chronica Polonorum, 1519

Der Dritte Mongoleneinfall in Polen fand 1287–1288 statt, als die mongolischen Reiter der Goldenen Horde in Polen einfielen und das Land verwüsteten.

## Hintergrund
Die Mongolen siegten in der Schlacht an der Kalka und zerstörten später die Kiewer Rus. Batu Khan, Sohn des Dschötschi, eines Sohnes Dschingis Khans, fiel erneut in Osteuropa ein und gründete dort um 1240 die Goldene Horde. Polen war ab 1138 in mehrere Herzogtümer geteilt, wobei der Herzog von Krakau als Seniorherzog den anderen Herzögen vorstand. Beim Ersten Mongoleneinfall 1241 fiel der Seniorherzog Heinrich der Fromme von Schlesien, womit die Herrschaft der Schlesischen Heinriche endete. Beim Zweiten Mongoleneinfall floh Boleslaus der Schamhafte aus Krakau. Seit 1279 war Leszek der Schwarze Seniorherzog in Polen. Er war durch einen Konflikt mit dem Herzog Konrad von Czersk im Jahr 1287 geschwächt.

## Ablauf
Die Goldene Horde unter Nogai Khan und Tulabugha wollte in den ungarischen Bürgerkrieg zugunsten von Ladislaus IV. intervenieren. Leszek der Schwarze ließ darauf den Herzog von Masowien Boleslaus II. in der benachbarten Rus 1285 intervenieren, so dass die ruthenischen Streitkräfte aus Ungarn abgezogen werden mussten und die Mongolen in Ungarn eine Niederlage erlitten. Als Gegenmaßnahme plante die Goldene Horde einen Angriff auf Kleinpolen, das Herzogtum Sandomir und das Land Sieradz, an der sich auch mehrere ruthenische Fürsten, unter anderem Leo von Galizien beteiligten. Ziel war neben der Strafexpedition vor allem die Plünderung und Entführung der Landbevölkerung. Das mongolische Heer stieß erneut in zwei Verbänden vor, einem südlichen und einem nördlichen Reiterheer.
Der Vormarsch des ersten mongolischen Heeres unter Tulabugha gestaltete sich ähnlich wie beim ersten und zweiten Einfall über Lublin, das dieses Mal umgangen wurde, nach Zawichost. Da die Eisschicht in dem Winter 1287/1288 nicht besonders fest war, konnte das mongolische Heer jedoch nicht auf das andere Weichselufer übersetzen, was die Angreifer Zeit kostete und den Verteidigern von Sandomierz die Möglichkeit gab, sich auf den Sturm vorzubereiten. Tulabugha schickte zudem eine Strafexpedition nach Masowien, die nur mäßigen Erfolg hatte. Die Einnahme von Sandomierz scheiterte, und Tulabugh begann das Land um die Stadt zu plündern. Doch auch das Kloster Heiligkreuz trotzte seinen Eroberungsversuchen. In der Schlacht bei Łagów erlitten die Mongolen eine Niederlage, ohne zuvor eine bedeutende Stadt oder ein Kloster eingenommen zu haben. Daraufhin zog sich Tulabugha aus Polen Richtung Lemberg zurück.
Zeitlich versetzt fiel das zweite mongolische Heer unter Nogai Khan von Süden in Kleinpolen ein. Ende 1287 begann es mit der Belagerung von Krakau, die jedoch scheiterte. Stattdessen begann Nogai Khan mit der Plünderung von Kleinpolen, des Landes Sieradz und der Region Podhale. Aber auch Stary Sącz konnte nicht erobert werden, dafür wurde Podolínec in der Zips geplündert. In der Schlacht am Dunajec wurden die Mongolen von den Goralen geschlagen. Schließlich wurde Nogai Khan von einem polnisch-ungarischen Heer in der Schlacht bei Stary Sącz geschlagen und zog sich nach Rotruthenien zurück, das er plünderte.

## Folgen
Die Verwüstungen waren hoch, jedoch in kleinerem Ausmaß als beim Ersten und Zweiten Mongoleneinfall. Gleichwohl wurden erneut Tausende Menschen von den Mongolen verschleppt. Auf der anderen Seite gelang es diesmal den Mongolen nicht, eine bedeutende Stadt oder ein Kloster zu erobern, was auch mit dem Fortschritt bei der Befestigung von Städten in Polen in der zweiten Hälfte des 13. Jahrhunderts zusammenhängt. Die mongolischen Heere agierten dieses Mal auch nicht koordiniert, so dass Leszek der Schwarze zunächst das Herr von Tulabugha und dann mit ungarischer Unterstützung das Heer von Nogai Khan besiegen konnte. Einen weiteren Einfall nach Polen versuchten die Mongolen der Goldenen Horde nicht. Vielmehr begann im 14. Jahrhundert die polnische Expansion nach Osten.
Mit dem Dritten Mongoleneinfall sind in Krakau die Legenden um den Lajkonik und dem Hejnał verbunden, wobei die Legenbildung nicht zweifelsfrei einem der drei Einfälle konkret zugeordnet werden kann.